# شعار غواتيمالا
تم اعتماد شعار غواتيمالا الحالي بعد الثورة الليبرالية عام 1871 بمرسوم صادر عن الرئيس ميغيل غارسيا غرانادوس. يتكون من رموز متعددة تمثل الحرية والسيادة على درع أزرق سماوي. وفقًا للمواصفات الحكومية، يجب رسم شعار النبالة بدون الدرع فقط عندما يكون على العلم،  ولكن غالبًا ما يتم استخدام النسخة التي تفتقر إلى الدرع بشكل مخالف لهذه اللوائح.

## تاريخ
في عام 1871، بمناسبة الذكرى الخمسين لاستقلال غواتيمالا، طلب الرئيس ميغيل غارسيا غرانادوس من دار سك النقود إنتاج تصميم للاحتفال بالحدث. صمم النقاش السويسري خوان باوتيستا فرينر الدرع، وقرر جرانادوس اعتماده كشعار وطني، متخليًا عن شعار النبالة السابق الذي كان يحمل رمزية محافظة. في المرسوم التنفيذي رقم 33 الصادر في 18 نوفمبر، تم وصف شعار النبالة:
سيكون شعار الجمهورية: درعًا ببندقيتين وسيفين متقاطعين بإكليل من الغار على حقل أزرق فاتح. وسيحتوي الوسط على لفيفة من المخطوطات مكتوب عليها "Liberty 15 of September 1821" (حرية 15 سبتمبر 1821) من الذهب وفي الجزء العلوي منها طائر الكويتزل كرمز للاستقلال الوطني والحكم الذاتي.
تم تنظيم العلم وشعار النبالة بالتفصيل في مرسوم صدر في 12 سبتمبر 1968 من قبل حكومة الرئيس خوليو سيزار مينديز مونتينيغرو، مع تحديد العناصر والألوان والظل المحدد للأزرق على الدرع.

## رمزية
عناصر شعار النبالة لها الرموز التالية:
- يعتبر الكويتزل الطائر الوطني لغواتيمالا، ويمثل حرية واستقلال الأمة.
- بنادق ريمنغتون المتقاطعة هي النوع المستخدم خلال الثورة الليبرالية عام 1871، وتمثل الإرادة للدفاع عن مصالح غواتيمالا.
- السيوف المتقاطعة تمثل العدل والشرف.
- إكليل الغار يمثل النصر.
- المخطوطة الموجودة في المنتصف تقول «حرية 15 سبتمبر 1821»، وهو التاريخ الذي نالت فيه غواتيمالا استقلالها عن إسبانيا.

## شعارات النبالة التاريخية

1823-1838
1825-1843
1843-1851
1851-1858
1858-1871
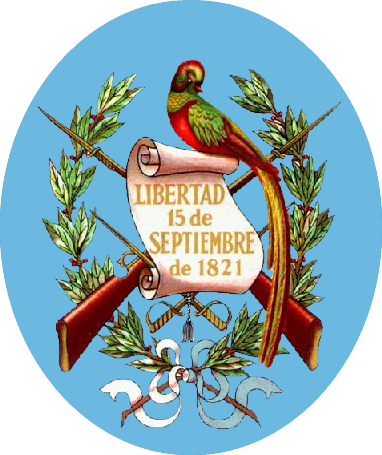
1871-1968
1968 حتى الآن